# Тонаванда (переписна місцевість, Нью-Йорк)
Тонаванда (англ. Tonawanda) — переписна місцевість (CDP) в США, в окрузі Ері штату Нью-Йорк. Населення — 57 431 особа (2020).

## Географія
Тонаванда розташована за координатами 42°59′6″ пн. ш. 78°52′33″ зх. д. / 42.98500° пн. ш. 78.87583° зх. д. (42.985114, -78.875755).  За даними Бюро перепису населення США в 2010 році переписна місцевість мала площу 48,27 км², з яких 44,81 км² — суходіл та 3,46 км² — водойми.

## Демографія
Згідно з переписом 2010 року, у переписній місцевості мешкали 58 144 особи в 25 915 домогосподарствах у складі 15 336 родин. Густота населення становила 1205 осіб/км².  Було 27303 помешкання (566/км²).
Расовий склад населення:
| - 93,1 % — білих - 3,0 % — чорних або афроамериканців - 1,4 % — азіатів - 0,4 % — корінних американців |

До двох чи більше рас належало 1,4 %. Частка іспаномовних становила 2,6 % від усіх жителів.
За віковим діапазоном населення розподілялося таким чином: 18,9 % — особи молодші 18 років, 60,9 % — особи у віці 18—64 років, 20,2 % — особи у віці 65 років та старші. Медіана віку мешканця становила 44,4 року. На 100 осіб жіночої статі у переписній місцевості припадало 89,1 чоловіків;  на 100 жінок у віці від 18 років та старших — 85,8 чоловіків також старших 18 років.
Середній дохід на одне домашнє господарство  становив 64 582 долари США (медіана — 54 345), а середній дохід на одну сім'ю — 77 885 доларів (медіана — 67 941). Медіана доходів становила 47 475 доларів для чоловіків та 40 099 доларів для жінок. За межею бідності перебувало 10,1 % осіб, у тому числі 17,4 % дітей у віці до 18 років та 7,9 % осіб у віці 65 років та старших.
Цивільне працевлаштоване населення становило 29 892 особи. Основні галузі зайнятості: освіта, охорона здоров'я та соціальна допомога — 29,2 %, роздрібна торгівля — 12,1 %, фінанси, страхування та нерухомість — 9,9 %, виробництво — 9,1 %.